# 6554 Такацуґуйосіда
6554 Такацуґуйосіда (6554 Takatsuguyoshida) — астероїд головного поясу, відкритий 28 жовтня 1989 року.
Тіссеранів параметр щодо Юпітера — 3,638.
Названо на честь Такацуґу Йосіди (яп. たかつぐ・よしだ(吉田孝次) такацуґу йосіда).